# Walter Gehring
Walter Jakob Gehring (ur. 20 marca 1939 w Zurychu, zm. 29 maja 2014 w Bazylei) – szwajcarski zoolog, genetyk, profesor Uniwersytetu Bazylejskiego, sekretarz generalny EMBO, przewodniczący ISDB, pionier badań naukowych w dziedzinie ewolucji molekularnej i ewolucyjnej biologii rozwoju, m.in. dotyczących genów homeotycznych (głęboka homologia i in.) oraz ewolucji wzroku.

## Życiorys

### Dzieciństwo i młodość
Urodził się 20 marca 1939 roku w Zurychu. Jego rodzicami byli Marcelle Rembann i Jakob Gehring, główny inżynier budowy turbin dla SS Normandie. Walter Jakob miał starszą o trzy lata siostrę. Zainteresowanie entomologią rozbudził w chłopcu jego wuj, wysłając mu paczkę z poczwarkami, które wiosną przeobraziły się w motyle. Będąc w wieku szkolnym Walter często łapał owady w lesie, aby obserwować w domu ich rozwój i zachowanie, a jako uczeń szkoły średniej (Realgymnasium Zurich) badał też przeloty ptaków. W drugiej połowie lat 50. XX w. rozpoczął studia na Uniwersytecie Zuryskim (studia skończył na początku lat 60.). Jego mentorem był Ernst Hadorn, szwajcarski zoolog, biolog rozwoju i genetyk. W ramach pracy dyplomowej Gehring zajmował się problemami orientacji ptaków w locie, pracując jako asystent badawczy w laboratorium Hadorna. Korzystał m.in. z radaru lotniska w Zurychu (E. Hadorn udostępnił mu wyniki własnych badań radarowych). Zaobserwował m.in. że ptaki tracą orientację, gdy zachmurzenie uniemożliwia im określenie położenia słońca.

### Okres pracy zawodowej
Walter Gehring studiował i rozpoczynał pracę naukową w okresie przełomowych odkryć w dziedzinie nauk przyrodniczych, które zostały wyróżnione m.in. Nagrodami Nobla w dziedzinie medycyny i chemii:
- 1958 – za opracowanie metody ustalania struktury białek, a zwłaszcza insuliny (Frederick Sanger)
- 1962 – za odkrycie struktury DNA (model podwójnej helisy; James Watson, Francis Crick i Maurice Wilkins)
- 1962 – za odkrycie struktury białek (zob. struktura czwartorzędowa białka, globuliny; Max Perutz i John Kendrew)
- 1968 – za interpretację kodu genetycznego i jego funkcji w syntezie białek (Robert William Holley, Har Gobind Khorana, Marshall Nirenberg)
- 1980 – za badania w dziedzinie biochemii kwasów nukleinowych i opracowanie metody sekwencjonowania DNA (Walter Gilbert, Frederick Sanger, Paul Berg)

Był to okres rozwoju międzynarodowej interdyscyplinarnej współpracy naukowej. W 1964 roku utworzono European Molecular Biology Organization (EMBO). Pierwszym przewodniczącym tej organizacji był Max Perutz, a sekretarzem generalnym John Kendrew. Ernst Hadorn, opiekun naukowy W. Gehringa, był m.in. organizatorem jednej z pierwszych konferencji naukowych, sponsorowanych przez EMBO (Boldern k. Zurychu, 1972). Celem Hadorna było zorganizowanie ścisłej międzynarodowej współpracy naukowej na obszarze między genetyką a biologią rozwoju (genetyka rozwojowa).
Pracując w laboratorium Hadorna Walter Gehring skoncentrował się na problemach biologii rozwoju Drosophila melanogaster.
Po uzyskaniu stopnia doktora (1965) wyjechał na studia podoktoranckie do laboratorium genetyka Alana Garena na Uniwersytecie Yale (New Haven).
Wyniki badań wykonanych z Garenem spotkały się z uznaniem. Po zakończeniu tej pracy w 1969 roku Gehring otrzymał stanowisko associate professor (odpowiednik profesora nadzwyczajnego) w Yale Medical School. Donald Poulson, specjalista w dziedzinie embriogenezy muszki owocowej, skierował do laboratorium Gehringa (pracującego wówczas bez pomocy asystentów) młodego amerykańskiego genetyka, zainteresowanego embriologią, Erica Wieschausa (przyszłego noblistę).

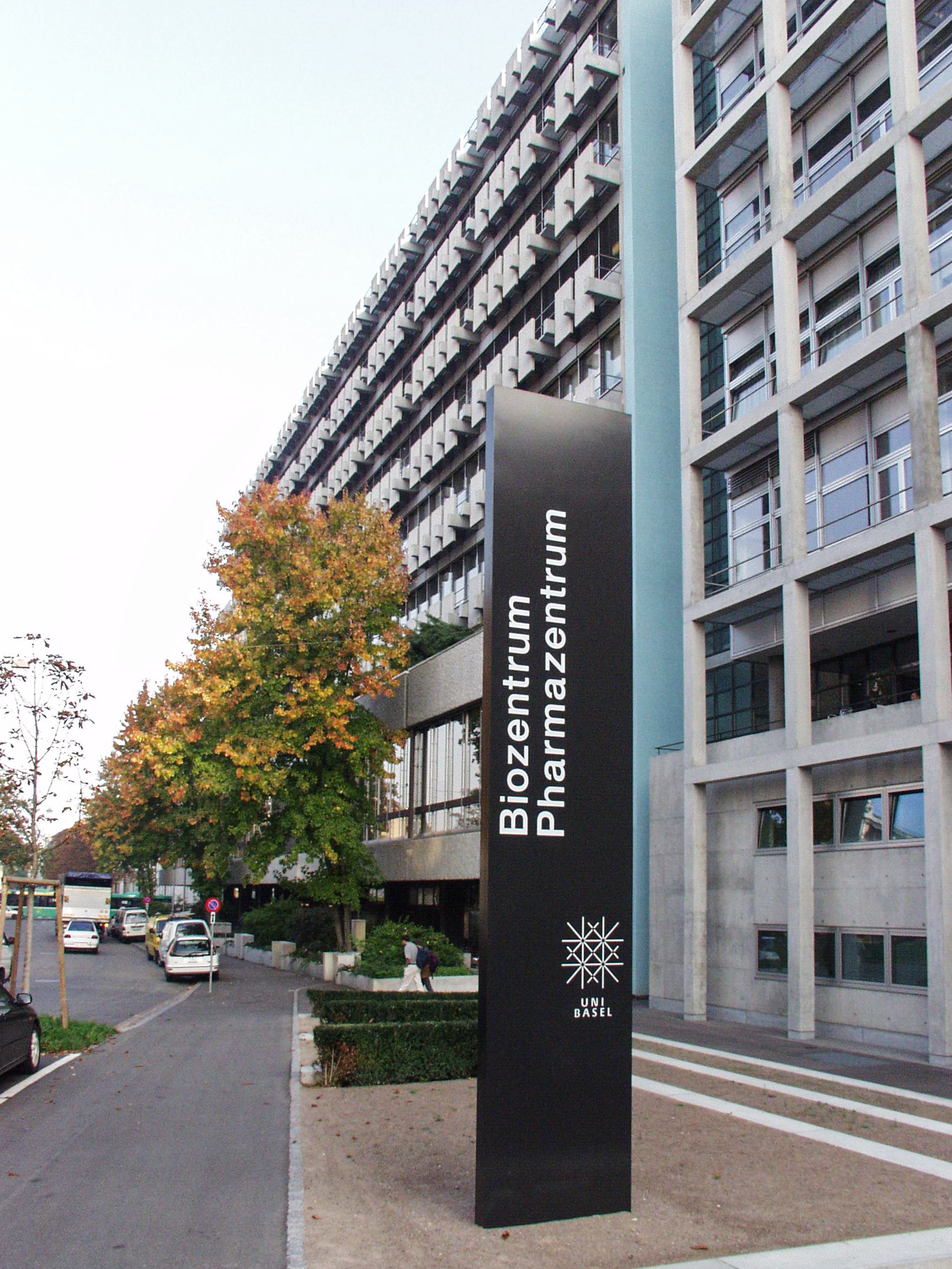
Biozentrum Uniwersytet Bazylejski

Gehring wrócił do Szwajcarii w 1972 roku (do Bazylei przeniósł się również Eric Wieschaus). Objął stanowisko profesora w Biozentrum Uniwersytetu Bazylejskiego. W tymże roku w laboratorium Gehringa powstał pierwszy europejski bank DNA Drosophila. Badania wykonywane w tym banku były prowadzone we współpracy z laboratorium Alfreda Tissièresa w Genewie.
W 1975 roku, gdy Wieschaus kończył realizację swojego programu, badania podoktoranckie na zbliżony temat podjęła w Biocentrum stypendystka EMBO, niemiecka biolożka Christiane Nüsslein-Volhard (zafascynowana wynikami badań Gehringa i Garena, wykonanych w Yale Medical School). W 1995 roku oboje, wraz z Edwardem Lewisem z Caltech, otrzymali Nagrodę Nobla „za odkrycia dotyczące kontroli genetycznej wczesnego rozwoju zarodkowego”.
Walter Gehring był sekretarzem generalnym European Molecular Biology Organization (EMBO), przewodniczącym International Society of Developmental Biologists (ISDB) i członkiem zagranicznym (z wyboru) National Academy of Sciences, Amerykańskiej Akademii Sztuk i Nauk, Royal Society, Francuskiej Akademii Nauk, Szwedzkiej Akademii Nauk, Niemieckiej Akademii Przyrodników Leopoldina, Academia Europaea.
Od 2009 roku zajmował w Uniwersytecie Bazylejskim stanowisko profesor emeritus.
Był aktywny zawodowo do śmierci. Zmarł 29 maja 2014 roku w wyniku wypadku samochodowego, któremu uległ 1 maja w Lesbos. Wypadek miał miejsce niedługo po kolejnej specjalistycznej konferencji naukowej EMBO, od 1978 roku organizowanej co dwa lata na Krecie (Kolymbari). W czasie Drosophila Conference 21–22 marca 2014 uroczyście obchodzono 75. urodziny Waltera Gehringa. Jubilat uczestniczył w obradach i wygłosił wykład końcowy.

## Tematyka pracy naukowej
Badania Gehringa dotyczyły przede wszystkim embriogenezy muszki owocowej. Doprowadziły do sformułowania ogólnej koncepcji głębokiej homologii (zob. geny homeotyczne) oraz odkrycia powtarzalnych sekwencji (sekwencje „H”, H repeat), co bywa uważane za przełom w biologii rozwoju – istotny krok w kierunku wyjaśnienia mechanizmu genetycznej kontroli tego rozwoju. W drugim okresie pracy naukowej Gehring prowadził porównawcze badania narządów wzroku różnych gatunków, zmierzające do wyjaśnienia przebiegu ewolucji oka.

### Muszka owocowa
Od momentu odkrycia budowy i funkcji DNA celem licznych zespołów naukowców było wyjaśnienie mechanizmów regulacji ekspresji genów w komórkach. Podejmowano m.in. próby wyjaśnienia, jak genetyczne informacje o planach budowy ciała organizmów należących do różnych gatunków (zob. np. ogólny plan budowy kończyn) są odczytywane w okresie embriogenezy i w następnych etapach morfogenezy (biologia rozwoju). Badania są wykonywane powszechnie z zastosowaniem D. melanogaster, uznanej za gatunek modelowy.

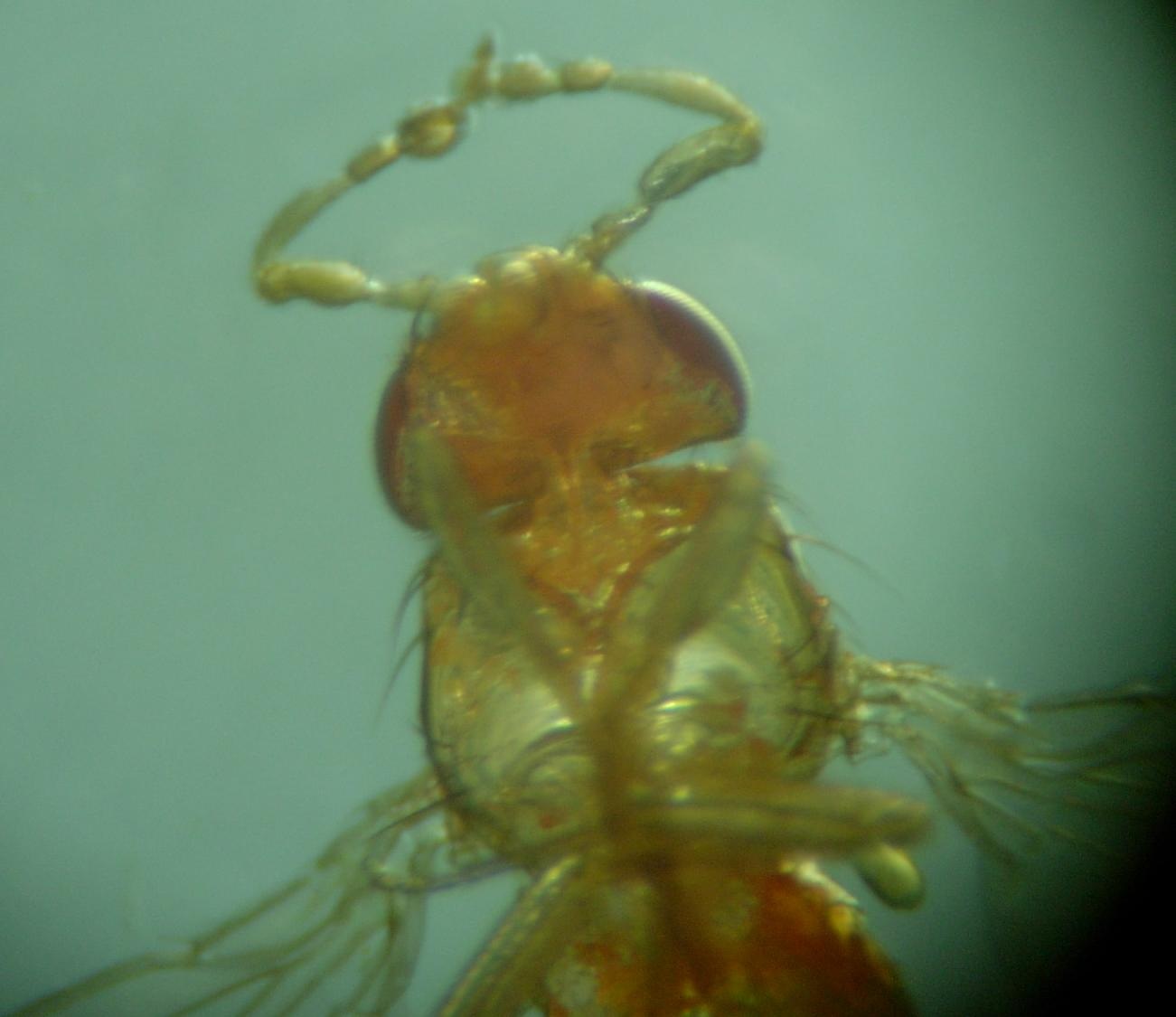
Jeden z efektów mutacji w kompleksie Antennapedia – zastąpienie anten muszki przez odnóża

Gehring interesował się dyskami imaginalnymi początkowo obserwując homeozę D. melanogaster – zjawisko odkryte już w 1894 roku przez Williama Batesona, które w następnych dziesięcioleciach analizowali Edward B. Lewis, Jacques Monod, François Jacob i inni (zob. też operon i operator, komórkowa determinacja rozwojowa, transdeterminacja i mutacja). Znaczącym krokiem w kierunku wyjaśnienia mechanizmów dziedziczenia planu budowy ciała oraz wczesnego rozwoju zarodka było odkrycie i opisanie kompleksu bithorax (BX-C) – grupy genów homeotycznych kontrolujących różnicowanie się komórek tylnej części ciała owada (Lewis 1978). Analogiczny kompleks genów regulujących rozwój przedniej części ciała odkrył Thomas Kaufman z zespołem. Został nazwany Antennapedia (ANT-C).
Publikacje W. Gehringa i zespołu jego współpracowników, które ukazały się w 1984 roku w Nature i w Cell, są uznawane za przełomowe dla biologii rozwoju. Dotyczyły odkrycia krótkich sekwencji DNA, występujących w genach homeotycznych obu kompleksów (ANT-C i BX-C). Stwierdzono również, że występują u innych Metazoa.
Stosując metodę hybrydyzacji DNA w celu wykrycia odcinków homologicznych do tej sekwencji, autorzy zlokalizowali dwa dalsze takie geny, a wkrótce ich liczba wzrosła do jedenastu (Gehring oszacował, że jest ich około 20). Odkryto również m.in. mechanizm genetycznej regulacji procesu segmentacji, zachodzącego w czasie embriogenezy (zob. Gap gene, pair-rule gene, engrailed).
W badaniach brał udział liczny zespół naukowców. Jednym ze współautorów pracy opublikowanej w 1993 roku pt. Determination of the nuclear magnetic resonance solution structure of an Antennapedia homeodomain-DNA complex (i in. o zbliżonej treści) był Kurt Wüthrich, laureat Nagrody Nobla w dziedzinie chemii w 2002 roku ("for his development of nuclear magnetic resonance spectroscopy for determining the three-dimensional structure of biological macromolecules in solution.").
W. Gehring był jednym z pierwszych naukowców, stosujących w czasie badań klonowanie DNA, co ilustruje np. praca Genomic and cDNA clones of the homeotic locus Antennapedia in Drosophila.
W 1998 roku opublikował w Yale University Press książkę Master Control Genes in Development and Evolution: The Homeobox Story, do której przedmowę napisał Frank Ruddle (twórca pierwszej genetycznie zmodyfikowanej myszy i jeden z pionierów HGP).

### Ewolucja narządu wzroku
Oko jest narządem o wielkim znaczeniu dla wszystkich organizmów, niezależnie od stopnia ich złożoności i od środowiska życia (zob. ewolucja oka). W najprostszych przypadkch (np. organizm jednokomórkowy) informacja wzrokowa dotyczy natężenia światła, w bardziej złożonych również o barwie światła, o położeniu, odległości i ruchu jego źródła itp. Możliwości wykorzystania tych informacji są zależne od anatomicznej budowy oka (zob. anatomia porównawcza zwierząt, holomogia) i od stopnia rozwoju układu newowego. O doskonałości oka człowieka Darwin pisał: „Organs of Extreme Perfection and Complicatio”.
Zarówno w przypadkach fototaksji, jak np. w procesie ludzkiego widzenia dziennego, promieniowanie jest odbierane dzięki bardzo podobnym procesom fizykochemicznym (fotochemia) – fotoizomeryzacji cząsteczek chromoforów (np. retinal), przyłączonych np. do cząsteczek opsyn (np. rodopsyna, jodopsyna). Z dużym zaskoczeniem przyjęto wnioski z badań Waltera Gehringa i wsp. – publikacje świadczące, że bardzo podobne są również genetyczne regulatory rozwoju różnorodnych narządów wzroku. Do odkrycia tego podobieństwa przyczynił się przypadek, który Gehring określał jako serendipity: w muszce owocowej, wśród ok. 2000 genów zaangażowanych w budowę oka, nieoczekiwanie znaleziono gen znany wcześniej z badań myszy, nazywany „małe oko” (eyeless gene) – jego mutacje powodują znaczne zmniejszenie oczu lub ich brak. Następnie odkryto, że ten sam gen występuje w innych grupach zwierząt, również u człowieka (zob. geny Pax i „paired box protein” Pax-6, „master gene” kontrolujące rozwój oka i narządów innych zmysłów, np. węchu). Wykazanie, w oparciu o badania wykonywane przez ponad 10 lat, że wszystkie zwierzęta dwubocznie symetryczne (ang. bilateria) mają ten sam główny gen kontrolny (Pax6) i te same geny determinujące siatkówkę i komórki barwnikowe, doprowadziło do wniosku, że różne typy oczu powstawały monofiletycznie (zob. LUCA), a następnie różnicowały się zgodnie z zasadami doboru naturalnego (opinia budzi kontrowersje.

## Publikacje
Walter Gehring jest autorem ok. 300 artykułów naukowych, które były cytowane ok. 30 tys. razy, m.in.:
- Garber, R.L., Kuroiwa, A., and Gehring, W.J. (1983), Genomic and cDNA clones of the homeotic locus Antennapedia in Drosophila, EMBO J. 2, 2027–2036
- Gehring, W.J. (2014), The evolution of vision, WIREs Dev. Biol. 3, 1–40[43]
- Gehring, W.J., Qian, Y.Q., Billeter M., Furukubo-Tokunaga K., Schier A.F., Resendez-Perez D., Affolter M., Otting G., Wüthrich K. (1994), Homeodomain-DNA recognition, Cell 78, 211–223
- Halder G., Callaerts P., Gehring W.J. (1995), Induction of ectopic eyes by targeted expression of the eyeless gene in Drosophila, Science 267, 1788–1792
- McGinnis W.(inne języki), Levine M.S.(inne języki), Hafen E., Kuroiwa A., Gehring W.J. (1984), A conserved DNA sequence in homoeotic genes of the Drosophila Antennapedia and bithorax complexes, Nature 308, 428–433[23]
- McGinnis W., Garber R.L., Wirz J., Kuroiwa A., Gehring W.J. (1984), A homologous protein-coding sequence in Drosophila homeotic genes and its conservation in other metazoans, Cell 37, 403–408[24]
- Quiring R., Walldorf U., Kloter U., Gehring W.J. (1994), Homology of the eyeless gene of Drosophila to the Small eye gene in mice and Aniridia in humans. Science 265, 785–789[39]
- Schedl P., Artavanis-Tsakonas S., Steward R., Gehring W.J., Mirault M.E., Goldschmidt-Clermont M., Moran L., Tissières A. (1978), Two hybrid plasmids with D. melanogaster DNA sequences complementary to mRNA coding for the major heat shock protein, Cell 14, 921–929
- Schneuwly S., Klemenz R., Gehring W.J. (1987), Redesigning the body plan of Drosophila by ectopic expression of the homoeotic gene Antennapedia, Nature 325, 816–818

## Wyróżnienia i nagrody
Walter Gehring otrzymał liczne wyróżnienia i nagrody, m.in.:
- 1987 – Gairdner Foundation International Award[57]
- 1987 – Louis-Jeantet Prize for Medicine[58]
- 1993 – Pour le Mérite za Naukę i Sztukę[59]
- 1996 – Otto Warburg Medal[60]
- 1997 – March of Dimes Prize in Developmental Biology[61]
- 2000 – Nagroda Kioto w dziedzinie nauk podstawowych[62]
- 2001 – Alfred Vogt-Preis[63]
- 2002 – Balzan Prize for Developmental Biology for Developmental Biology[64]
- 2003 – Alexander Kowalevsky Medal[65]

W 2010 roku został odznaczony Krzyżem Wielkiego Oficera Orderu Zasługi RFN (Grand Cross of the Order of Merit with Star of the Federal Republic of Germany) oraz otrzymał m.in. tytuł Doctor honoris causa Uniwersytetu Barcelońskiego.

## Życie rodzinne
Walter Gehring ożenił się w 1964 roku z Elisabeth Lott. Małżeństwo miało dwóch synów (Stephen ur. 1965, Thomas ur. 1970.